# Slättagärde naturreservat
Slättagärde är ett naturreservat i Sibbarps socken i Varbergs kommun i Halland.

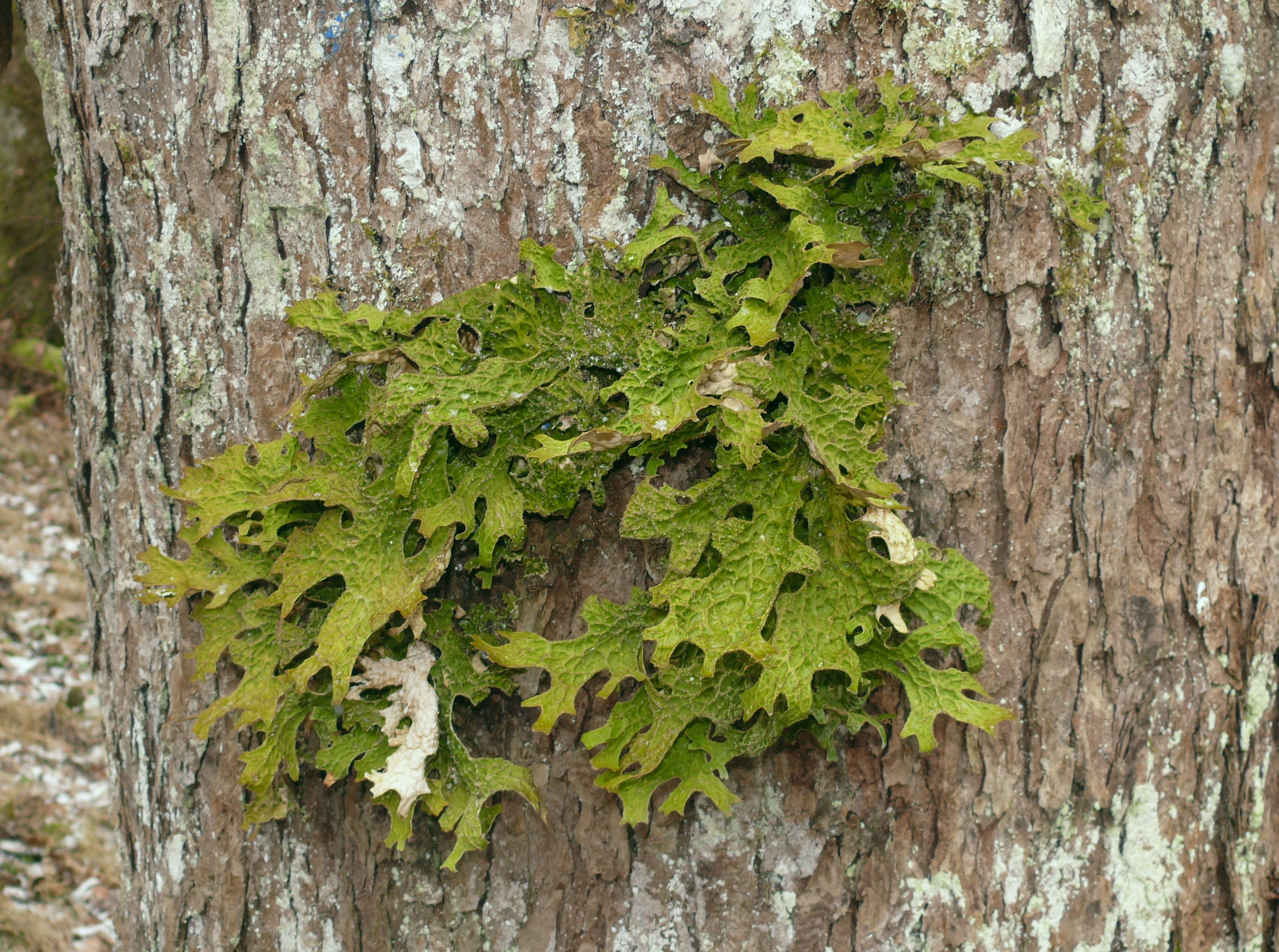
Lunglav växer gärna på gamla lövträd

Reservatet är 26 hektar stort och skyddat sedan 2002. Ekskogen i området är mellan 100 och 200 år gammal och det finns många ovanliga arter av lavar, mossor och svampar. Åkulla bokskogar ligger nära.